# Baho
Baho [ba.o]  est une commune française située dans le nord-est du département des Pyrénées-Orientales, en région Occitanie. Sur le plan historique et culturel, la commune est dans le Roussillon, une ancienne province du royaume de France, qui a existé de 1659 jusqu'en 1790 et qui recouvrait les trois vigueries du Roussillon, du Conflent et de Cerdagne.
Exposée à un climat méditerranéen, elle est drainée par la Têt, le ruisseau de la Boule et par un autre cours d'eau. La commune possède un patrimoine naturel remarquable composé de deux zones naturelles d'intérêt écologique, faunistique et floristique.
Baho est une commune urbaine qui compte 3 266 habitants en 2022, après avoir connu une forte hausse de la population depuis 1962. Elle est dans l'agglomération de Perpignan et fait partie de l'aire d'attraction de Perpignan. Ses habitants sont appelés les Bahotencqs ou  Bahotencques.

## Géographie

### Localisation
La commune de Baho se trouve dans le département des Pyrénées-Orientales, en région Occitanie.
Elle se situe à 6 km à vol d'oiseau de Perpignan, préfecture du département, et à 2 km de Saint-Estève, bureau centralisateur du canton du Ribéral dont dépend la commune depuis 2015 pour les élections départementales.
La commune fait en outre partie du bassin de vie de Perpignan.
Les communes les plus proches sont : 
Villeneuve-la-Rivière (1,7 km), Saint-Estève (2,2 km), Le Soler (3,1 km), Toulouges (3,4 km), Pézilla-la-Rivière (4,3 km), Canohès (5,5 km), Baixas (5,6 km), Perpignan (5,9 km).
Sur le plan historique et culturel, Baho fait partie de l'ancienne province du Roussillon, qui a existé de 1659 jusqu'à la création du département des Pyrénées-Orientales en 1790 et qui recouvrait les trois vigueries du Roussillon, du Conflent et de Cerdagne.

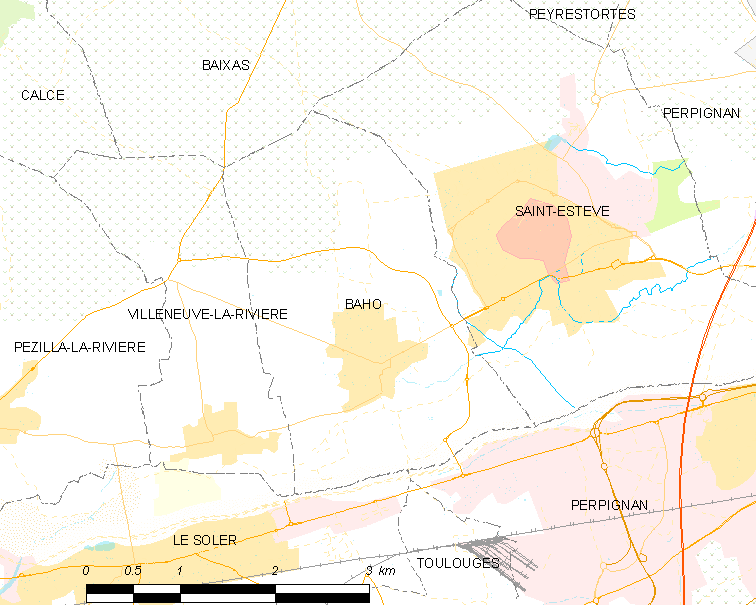
Carte de la commune.

|                       | Baixas   |              |
| Villeneuve-la-Rivière | Baho     | Saint-Estève |
|                       | Le Soler | Perpignan    |

### Géologie
La superficie de la commune est de 790 hectares. L'altitude varie entre 39 et 90 mètres. Le centre du village est à une altitude de 47 m.
La commune est classée en zone de sismicité 3, correspondant à une sismicité modérée.

### Climat
Pour des articles plus généraux, voir Climat de l'Occitanie et Climat des Pyrénées-Orientales.
En 2010, le climat de la commune est de type climat méditerranéen franc, selon une étude du CNRS s'appuyant sur une série de données couvrant la période 1971-2000. En 2020, Météo-France publie une typologie des climats de la France métropolitaine dans laquelle la commune est exposée à un climat méditerranéen et est dans la région climatique Provence, Languedoc-Roussillon, caractérisée par une pluviométrie faible en été, un très bon ensoleillement (2 600 h/an), un été chaud (21,5 °C), un air très sec en été, sec en toutes saisons, des vents forts (fréquence de 40 à 50 % de vents > 5 m/s) et peu de brouillards.
Pour la période 1971-2000, la température annuelle moyenne est de 14,8 °C, avec une amplitude thermique annuelle de 15,7 °C. Le cumul annuel moyen de précipitations est de 630 mm, avec 5,6 jours de précipitations en janvier et 3 jours en juillet. Pour la période 1991-2020, la température moyenne annuelle observée sur la station météorologique la plus proche, située sur la commune de Perpignan à 6 km à vol d'oiseau, est de 16,0 °C et le cumul annuel moyen de précipitations est de 578,3 mm,. Pour l'avenir, les paramètres climatiques de la commune estimés pour 2050 selon différents scénarios d’émission de gaz à effet de serre sont consultables sur un site dédié publié par Météo-France en novembre 2022.

### Milieux naturels et biodiversité

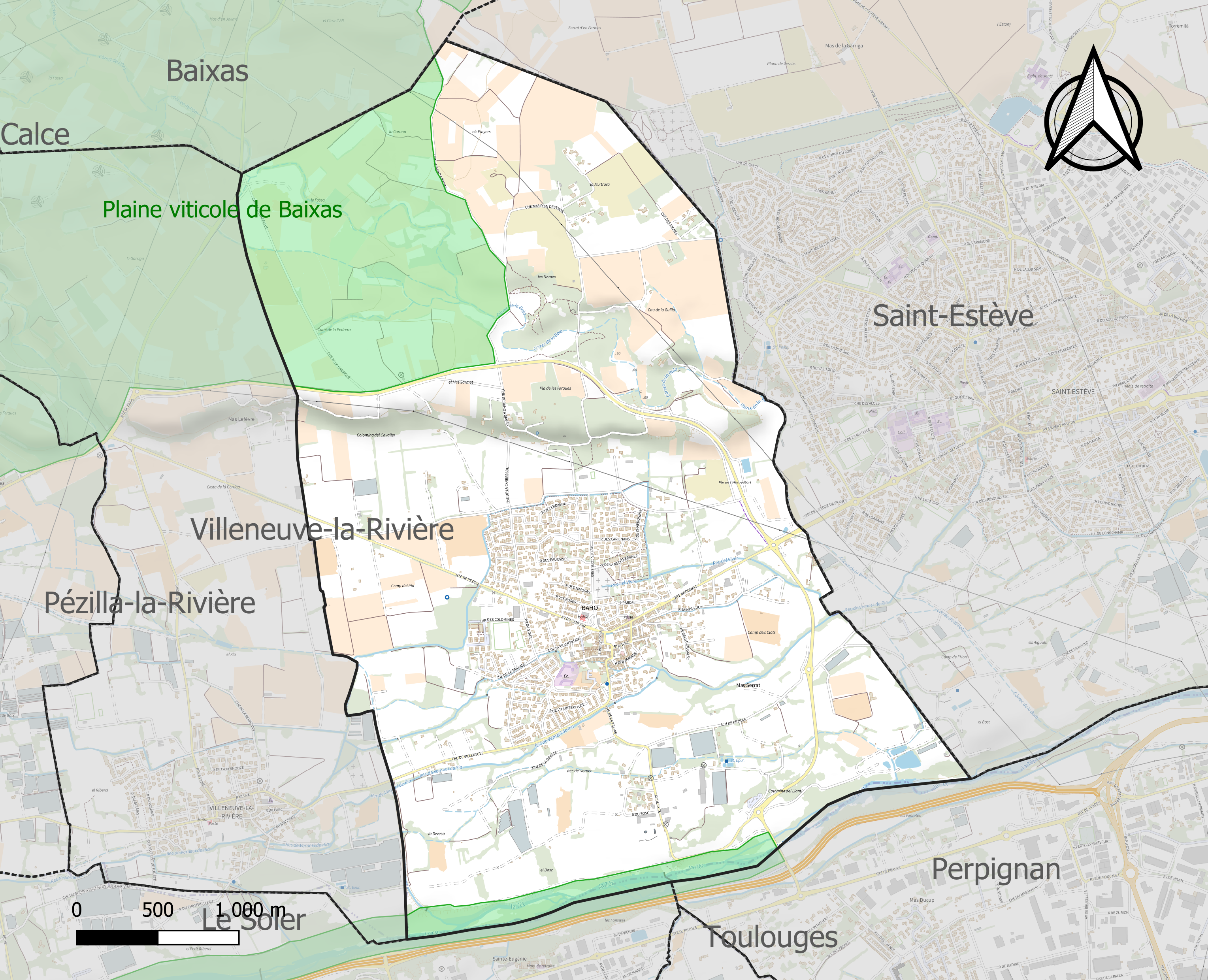
Carte des ZNIEFF de type 1 localisées sur la commune.

L’inventaire des zones naturelles d'intérêt écologique, faunistique et floristique (ZNIEFF) a pour objectif de réaliser une couverture des zones les plus intéressantes sur le plan écologique, essentiellement dans la perspective d’améliorer la connaissance du patrimoine naturel national et de fournir aux différents décideurs un outil d’aide à la prise en compte de l’environnement dans l’aménagement du territoire.
Deux ZNIEFF de type 1 sont recensées sur la commune :
la « plaine viticole de Baixas » (1 939 ha), couvrant 5 communes du département et 
la « vallée de la Têt de Vinça à Perpignan » (554 ha), couvrant 10 communes du département.

## Urbanisme

### Typologie
Au 1er janvier 2024, Baho est catégorisée ceinture urbaine, selon la nouvelle grille communale de densité à sept niveaux définie par l'Insee en 2022.
Elle appartient à l'unité urbaine de Perpignan, une agglomération intra-départementale regroupant 15  communes, dont elle est une commune de la banlieue,,. Par ailleurs la commune fait partie de l'aire d'attraction de Perpignan, dont elle est une commune de la couronne,. Cette aire, qui regroupe 118 communes, est catégorisée dans les aires de 200 000 à moins de 700 000 habitants,.

### Occupation des sols
L'occupation des sols de la commune, telle qu'elle ressort de la base de données européenne d’occupation biophysique des sols Corine Land Cover (CLC), est marquée par l'importance des territoires agricoles (83,8 % en 2018), en diminution par rapport à 1990 (92,4 %). La répartition détaillée en 2018 est la suivante : 
zones agricoles hétérogènes (62 %), cultures permanentes (21,8 %), zones urbanisées (12,5 %), zones industrielles ou commerciales et réseaux de communication (3,8 %). L'évolution de l’occupation des sols de la commune et de ses infrastructures peut être observée sur les différentes représentations cartographiques du territoire : la carte de Cassini (XVIIIe siècle), la carte d'état-major (1820-1866) et les cartes ou photos aériennes de l'IGN pour la période actuelle (1950 à aujourd'hui).

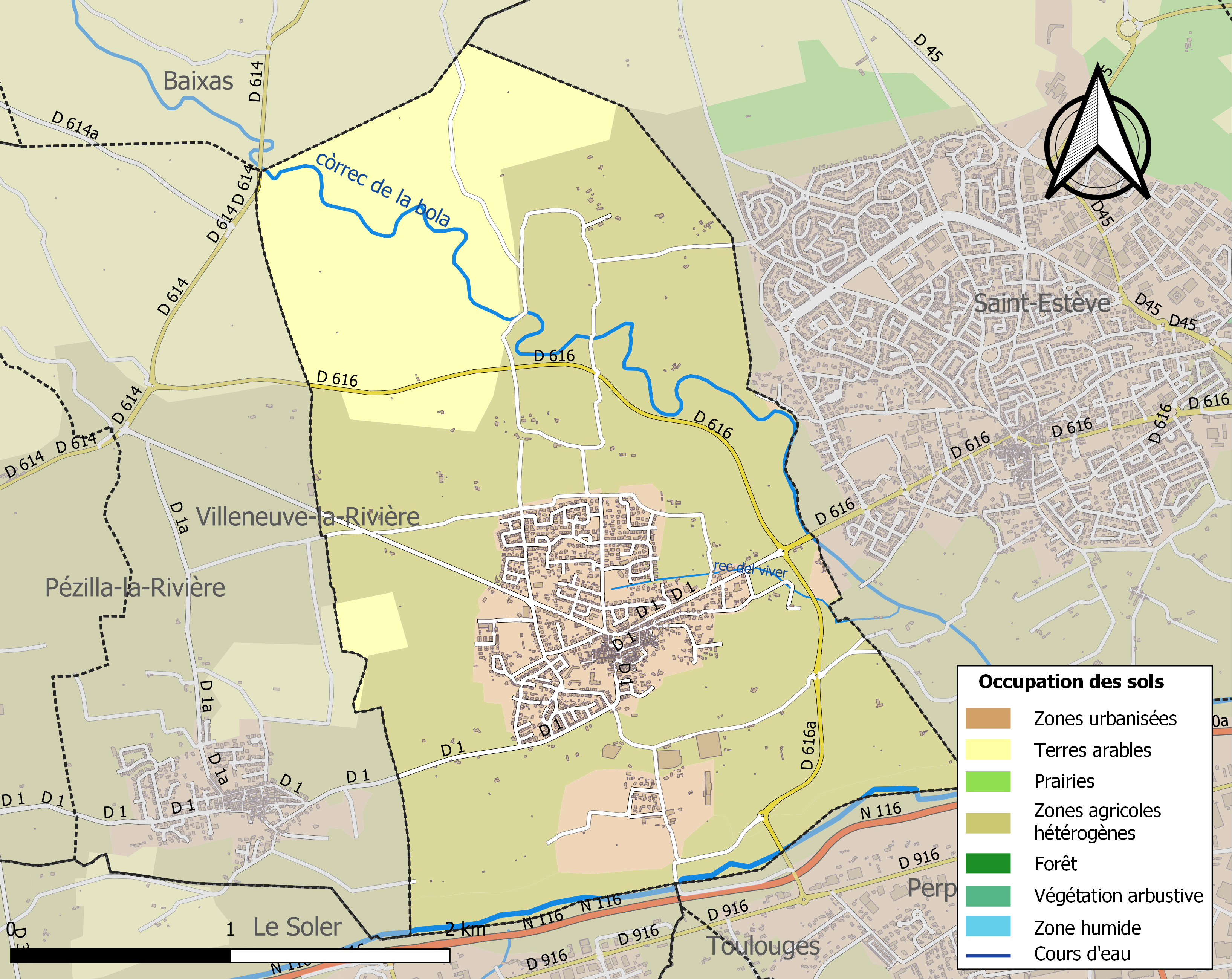
Carte des infrastructures et de l'occupation des sols de la commune en 2018 (CLC).

### Voies de communication et transports
La ligne 14 du réseau urbain Sankéo relie la commune au centre de Perpignan depuis Pézilla-la-Rivière.

### Risques majeurs
Le territoire de la commune de Baho est vulnérable à différents aléas naturels : inondations, climatiques (grand froid ou canicule), mouvements de terrains et séisme (sismicité modérée). Il est également exposé à deux risques technologiques,  le transport de matières dangereuses et la rupture d'un barrage, et à un risque particulier, le risque radon,.

#### Risques naturels
Certaines parties du territoire communal sont susceptibles d’être affectées par le risque d’inondation par crue torrentielle de cours d'eau du bassin de la Têt. La commune fait partie du territoire à risques importants d'inondation (TRI) de Perpignan-Saint-Cyprien, regroupant 43 communes du bassin de vie de l'agglomération perpignanaise, un des 31 TRI qui ont été arrêtés le 12 décembre 2012 sur le bassin Rhône-Méditerranée. Des cartes des surfaces inondables ont été établies pour trois scénarios : fréquent (crue de temps de retour de 10 ans à 30 ans), moyen (temps de retour de 100 ans à 300 ans) et extrême (temps de retour de l'ordre de 1 000 ans, qui met en défaut tout système de protection),.
Les mouvements de terrains susceptibles de se produire sur la commune sont liés au retrait-gonflement des argiles. Une cartographie nationale de l'aléa retrait-gonflement des argiles permet de connaître les sols argileux ou marneux susceptibles vis-à-vis de ce phénomène.
Ces risques naturels sont pris en compte dans l'aménagement du territoire de la commune par le biais d'un plan de surfaces submersibles valant plan de prévention des risques.

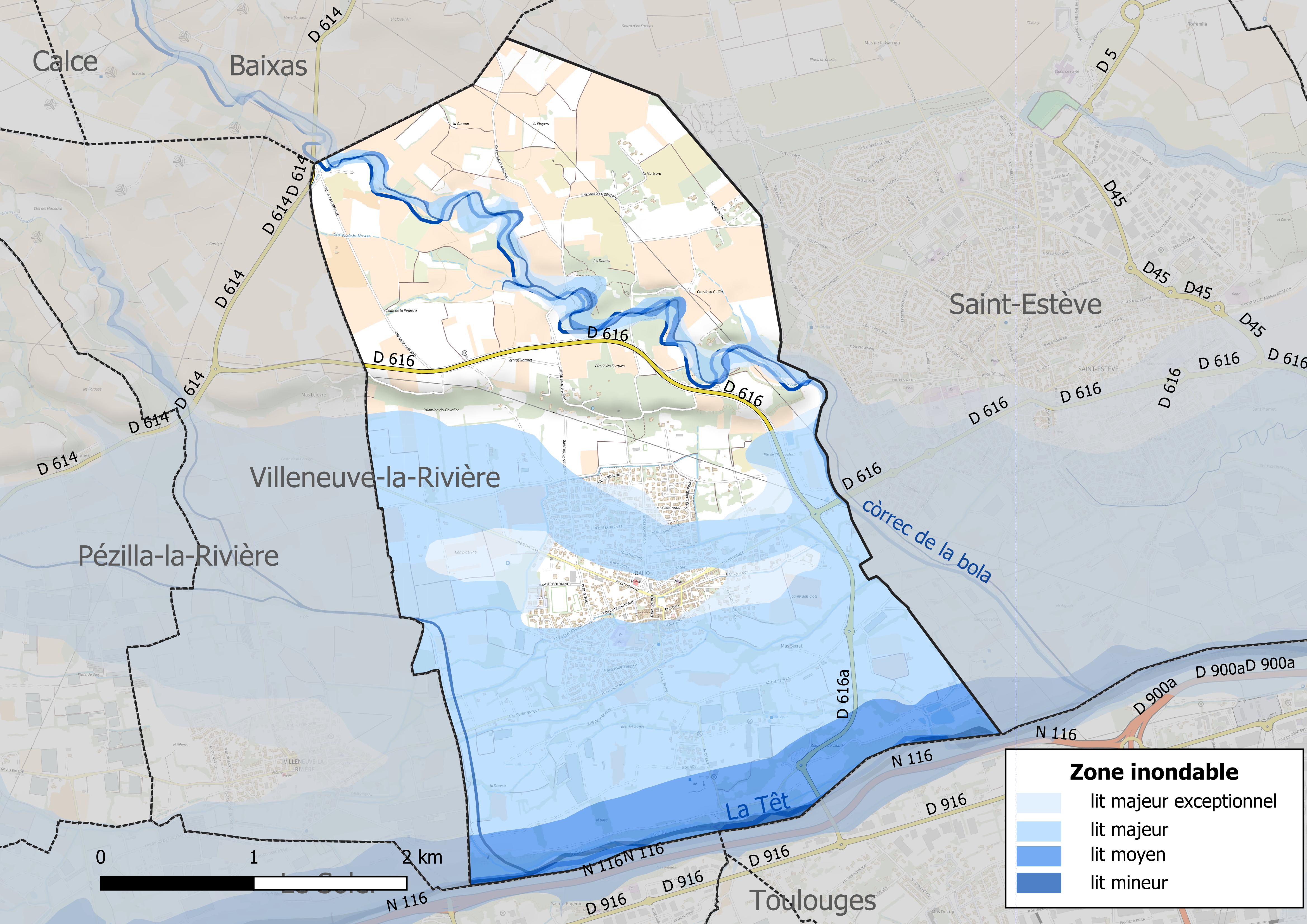
Carte des zones inondables.
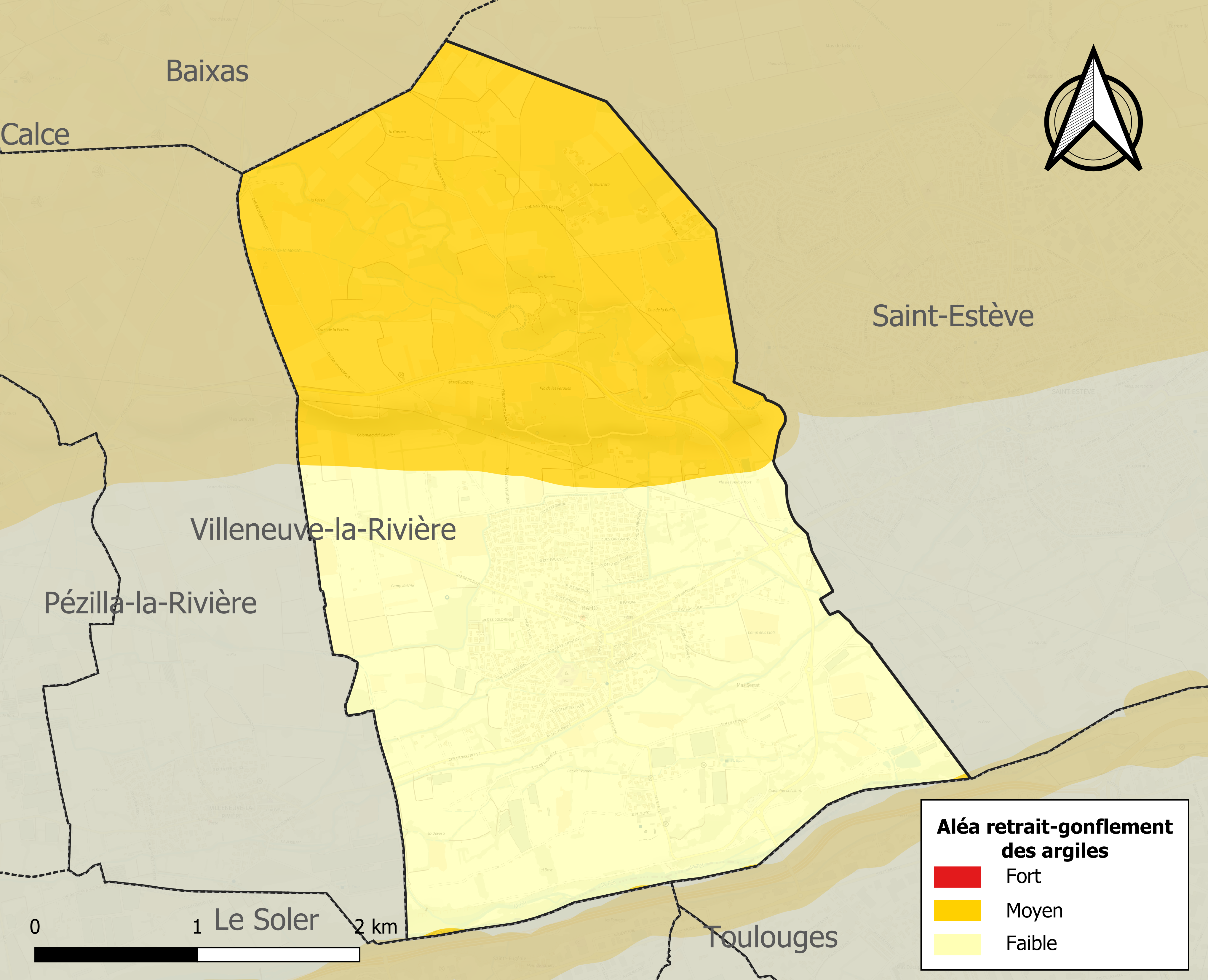
Carte des zones d'aléa retrait-gonflement des argiles.

#### Risques technologiques
Le risque de transport de matières dangereuses sur la commune est lié à sa traversée par une route à fort trafic. Un accident se produisant sur une telle infrastructure est en effet susceptible d’avoir des effets graves au bâti ou aux personnes jusqu’à 350 m, selon la nature du matériau transporté. Des dispositions d’urbanisme peuvent être préconisées en conséquence.
Dans le département des Pyrénées-Orientales, on dénombre sept grands barrages susceptibles d’occasionner des dégâts en cas de rupture. La commune fait partie des 66 communes susceptibles d’être touchées par l’onde de submersion consécutive à la rupture d’un de ces barrages, les barrages des Bouillouses ou de Vinça sur la Têt.

#### Risque particulier
Dans plusieurs parties du territoire national, le radon, accumulé dans certains logements ou autres locaux, peut constituer une source significative d’exposition de la population aux rayonnements ionisants. Toutes les communes du département sont concernées par le risque radon à un niveau plus ou moins élevé. Selon la classification de 2018, la commune de Baho est classée en zone 2, à savoir zone à potentiel radon faible mais sur lesquelles des facteurs géologiques particuliers peuvent faciliter le transfert du radon vers les bâtiments.

## Toponymie
Formes du nom
Baho est citée dès 843 sous les noms de Baso et Basone. On trouve Villam Basone en 988, et également Basonum au Xe siècle, puis Badon et Basoni au XIe siècle, puis Basone aux XIVe et XVe siècles et à partir du XVIIe siècle les formes Bau, Bao et Baho.
En suivant les règles du catalan moderne, le nom de la commune peut-être Bao, si l'on suit l'évolution phonétique, Baó, si l'on tient compte de l'étymologie ou Bahó si l'on veut respecter la cohérence du h qui avait un rôle utile dans la prononciation.

## Histoire
La première mention de Baho concerne une demande de reconnaissance de propriété effectuée en 843 par une dénommée Ravella, épouse de Protasius, auprès de Suniaire Ier, comte de Roussillon, et qui lui sera accordée. Ravella et Protasius sont sans doute les parents du premier abbé de l'abbaye Saint-Michel de Cuxa, lui aussi nommé Protasius. Plus tard, le territoire de Baho est donné en 988 par le comte Oliva de Besalù à cette même abbaye.

## Politique et administration

### Canton
En 1790, la commune de Baho est incluse dans le canton de Pézilla puis, dès 1801, dans le canton de Perpignan-Ouest et, à partir de 1973, dans le canton de Perpignan-7. Baho rejoint ensuite en 1985 le canton de Saint-Estève, qu'elle ne quitte plus par la suite.
À compter des élections départementales de 2015, la commune de Baho rejoint le nouveau canton du Ribéral.

### Administration municipale
Le conseil municipal de Baho comprend, outre le maire, cinq adjoints et dix-sept conseillers municipaux, pour un total de vingt-trois membres.

### Intercommunalité
Baho fait partie de la Perpignan Méditerranée Métropole.

### Tendances politiques et résultats
Élection présidentielle (résultats des deuxièmes tours)
- 2017 : 55,39 % pour Marine Le Pen (FN), 44,61 % pour Emmanuel Macron (LREM), 81,84 % de participation.[réf. nécessaire]
- 2012 : 56,35 % pour Nicolas Sarkozy (UMP), 43,65 % pour François Hollande (PS), 86,19 % de participation.[réf. nécessaire]
- 2007 : 62,10 % pour Nicolas Sarkozy (UMP), 37,90 % pour Ségolène Royal (PS), 89,43 % de participation.[réf. nécessaire]

Élection législative (résultats des deuxièmes tours)
- 2017 : 50,15 % pour Sandrine Dogor (FN), 49,85 % pour Laurence Gayte (LREM), 42,42 % de participation.[réf. nécessaire]
- 2012 : 55,06 % pour Jean Castex (UMP), 44,94 % pour Ségolène Neuville (SOC), 62,97 % de participation.[réf. nécessaire]
- 2007 : 59,88 % pour Arlette Franco (UMP), 40,12 % pour Renée Soum (PS), 59,29 % de participation[réf. nécessaire]

Élection municipale (résultats des deuxièmes tours)

### Liste des maires
| Période                                  | Période                   | Identité                          | Étiquette | Qualité                                                   |
| ---------------------------------------- | ------------------------- | --------------------------------- | --------- | --------------------------------------------------------- |
| Les données manquantes sont à compléter. |                           |                                   |           |                                                           |
| ?                                        | juin 1815                 | Antoine Morat                     |           |                                                           |
| juin 1815                                | ?                         | François Sauret fils              |           | Cultivateur                                               |
| Les données manquantes sont à compléter. |                           |                                   |           |                                                           |
| 1925                                     | 1944                      | Antoine Garrigue                  | PDP       | Nommé conseiller départemental en 1943                    |
| Les données manquantes sont à compléter. |                           |                                   |           |                                                           |
| 1945                                     | 1956 (décès)              | Antoine Garrigue                  |           |                                                           |
| 1956                                     | 1967                      | Albert Garrigue Fils du précédent |           | Officier de la Marine nationale, directeur de coopérative |
| Les données manquantes sont à compléter. |                           |                                   |           |                                                           |
| mars 1983                                | mars 2008                 | Guy Casadevall (1943-2020)        | DVD       |                                                           |
| mars 2008                                | En cours (au 3 juin 2020) | Patrick Got,                      | UMP-LR    | Retraité du secteur bancaire                              |

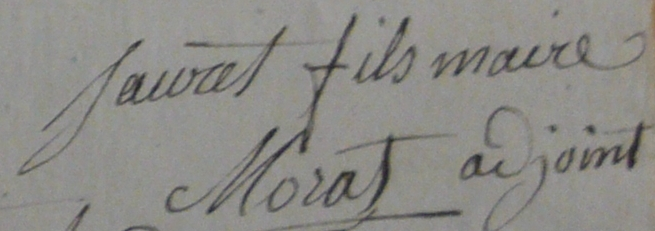
Signatures du maire de Baho François Sauret fils et de l'ancien maire Antoine Morat en 1815.

Guy Casadevall a parrainé la candidature de Jacques Chirac à l'élection présidentielle de 1995 et a causé l'ire du Conseil constitutionnel en accordant pas moins de 4 signatures en 2002.

## Population et société

### Démographie

#### Démographie ancienne
La population est exprimée en nombre de feux (f) ou d'habitants (H).
| 1358 | 1365 | 1378 | 1424 | 1470 | 1515 | 1553 | 1643 | 1709 |
| ---- | ---- | ---- | ---- | ---- | ---- | ---- | ---- | ---- |
| 32 f | 27 f | 15 f | 12 f | 11 f | 9 f  | 7 f  | 32 f | 53 f |

| 1720 | 1730 | 1755 | 1767  | 1774 | 1789 | 1790  | - | - |
| ---- | ---- | ---- | ----- | ---- | ---- | ----- | - | - |
| 75 f | 75 f | 87 f | 365 H | 75 f | 96 f | 180 H | - | - |

#### Démographie contemporaine
L'évolution du nombre d'habitants est connue à travers les recensements de la population effectués dans la commune depuis 1793. Pour les communes de moins de 10 000 habitants, une enquête de recensement portant sur toute la population est réalisée tous les cinq ans, les populations de référence des années intermédiaires étant quant à elles estimées par interpolation ou extrapolation. Pour la commune, le premier recensement exhaustif entrant dans le cadre du nouveau dispositif a été réalisé en 2006.

En 2022, la commune comptait 3 266 habitants, en évolution de +1,9 % par rapport à 2016 (Pyrénées-Orientales : +3,92 %, France hors Mayotte : +2,11 %).
| 1793 | 1800 | 1806 | 1821 | 1831 | 1836 | 1841 | 1846 | 1851 |
| ---- | ---- | ---- | ---- | ---- | ---- | ---- | ---- | ---- |
| 456  | 474  | 515  | 589  | 684  | 716  | 801  | 831  | 799  |

| 1856 | 1861 | 1866 | 1872 | 1876 | 1881 | 1886 | 1891 | 1896 |
| ---- | ---- | ---- | ---- | ---- | ---- | ---- | ---- | ---- |
| 787  | 730  | 796  | 790  | 808  | 801  | 758  | 735  | 723  |

| 1901 | 1906 | 1911 | 1921 | 1926 | 1931 | 1936 | 1946 | 1954 |
| ---- | ---- | ---- | ---- | ---- | ---- | ---- | ---- | ---- |
| 782  | 755  | 734  | 671  | 616  | 669  | 658  | 655  | 696  |

| 1962 | 1968  | 1975  | 1982  | 1990  | 1999  | 2006  | 2011  | 2016  |
| ---- | ----- | ----- | ----- | ----- | ----- | ----- | ----- | ----- |
| 787  | 1 068 | 1 449 | 1 672 | 2 027 | 2 490 | 2 874 | 3 252 | 3 205 |

| 2021  | 2022  | - | - | - | - | - | - | - |
| ----- | ----- | - | - | - | - | - | - | - |
| 3 327 | 3 266 | - | - | - | - | - | - | - |

| selon la population municipale des années : | 1968 | 1975 | 1982 | 1990 | 1999 | 2006 | 2009 | 2013 |
| Rang de la commune dans le département      | 48   | 41   | 44   | 43   | 37   | 36   | 34   | 38   |
| Nombre de communes du département           | 232  | 217  | 220  | 225  | 226  | 226  | 226  | 226  |

### Enseignement
La ville comporte une école maternelle publique, d'un effectif de 101 élèves (2016) et une école élémentaire publique, d'un effectif de 223 élèves (2016).

### Manifestations culturelles et festivités
- Fête patronale : 22 janvier ;
- Marché : mercredi matin[51].

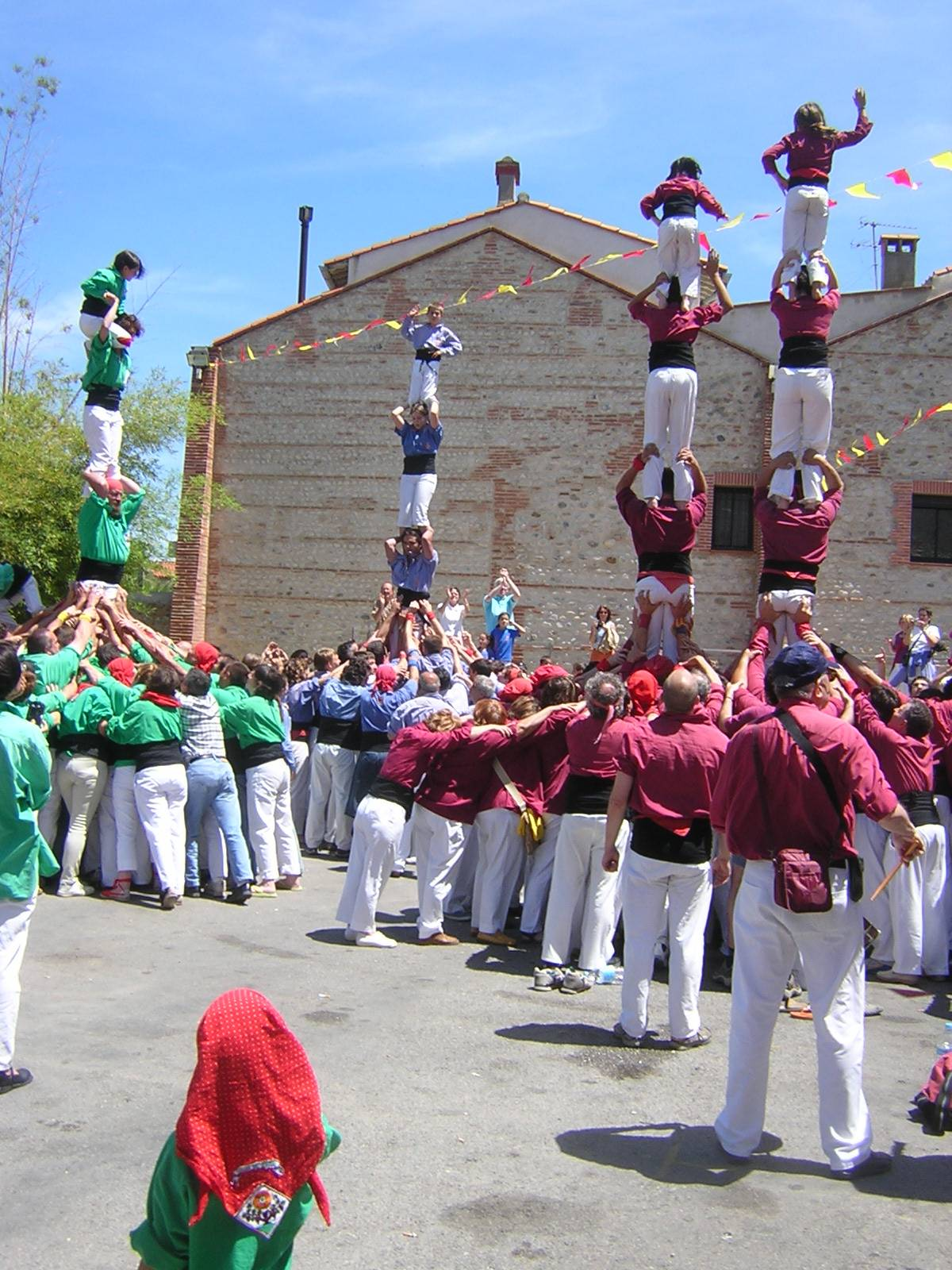
Trobada castellera à Baho.

Chaque week-end de l'Ascension depuis 2002, Baho accueille la fête « Identi'cat », fête de la catalanité en Pyrénées-Orientales organisée par l'association « Aire Nou de Bao », impliquée dans la défense de la culture et des traditions catalanes. Les festivités sont notamment :
- Castells avec la colla dels Castellers del Riberal ;
- Correfoc ;
- Cercavila : tour du village avec bruit de tambours, défilé de gegants (géants).

À chaque édition, une rue de Baho est baptisée en catalan.

### Sports
- Rugby à XIII : le Racing Club Baho XIII évolue en Élite 2.
- Football : associé avec la commune de Pézilla-la-Rivière, le Baho Pézilla Football Club évolue au niveau départemental.

## Économie

### Revenus
En 2018, la commune compte 1 387 ménages fiscaux, regroupant 3 282 personnes. La médiane du revenu disponible par unité de consommation est de 20 850 € (19 350 € dans le département). 48 % des ménages fiscaux sont imposés (42,1 % dans le département).

### Emploi
|                | 2008   | 2013   | 2018   |
| -------------- | ------ | ------ | ------ |
| Commune        | 7 %    | 8,4 %  | 10,9 % |
| Département    | 10,3 % | 12,9 % | 13,3 % |
| France entière | 8,3 %  | 10 %   | 10 %   |

En 2018, la population âgée de 15 à 64 ans s'élève à 2 095 personnes, parmi lesquelles on compte 75,9 % d'actifs (65 % ayant un emploi et 10,9 % de chômeurs) et 24,1 % d'inactifs,. En  2018, le taux de chômage communal (au sens du recensement) des 15-64 ans est inférieur à celui du département, mais supérieur à celui de la France, alors qu'en 2008 il était inférieur à celui de la France.
La commune fait partie de la couronne de l'aire d'attraction de Perpignan, du fait qu'au moins 15 % des actifs travaillent dans le pôle,. Elle compte 358 emplois en 2018, contre 337 en 2013 et 305 en 2008. Le nombre d'actifs ayant un emploi résidant dans la commune est de 1 382, soit un indicateur de concentration d'emploi de 25,9 % et un taux d'activité parmi les 15 ans ou plus de 58,7 %.
Sur ces 1 382 actifs de 15 ans ou plus ayant un emploi, 198 travaillent dans la commune, soit 14 % des habitants. Pour se rendre au travail, 90,6 % des habitants utilisent un véhicule personnel ou de fonction à quatre roues, 2,3 % les transports en commun, 5,1 % s'y rendent en deux-roues, à vélo ou à pied et 2,1 % n'ont pas besoin de transport (travail au domicile).

### Activités hors agriculture

#### Secteurs d'activités
216 établissements sont implantés  à Baho au 31 décembre 2019. Le tableau ci-dessous en détaille le nombre par secteur d'activité et compare les ratios avec ceux du département,.
| Secteur d'activité                                                                                        | Commune | Commune | Département |
| Secteur d'activité                                                                                        | Nombre  | %       | %           |
| --- | ------- | ------- | ----------- |
| Ensemble                                                                                                  | 216     | 100 %   | (100 %)     |
| Industrie manufacturière, industries extractives et autres                                                | 25      | 11,6 %  | (8,7 %)     |
| Construction                                                                                              | 48      | 22,2 %  | (14,3 %)    |
| Commerce de gros et de détail, transports, hébergement et restauration                                    | 44      | 20,4 %  | (30,5 %)    |
| Information et communication                                                                              | 5       | 2,3 %   | (1,9 %)     |
| Activités financières et d'assurance                                                                      | 9       | 4,2 %   | (3 %)       |
| Activités immobilières                                                                                    | 10      | 4,6 %   | (6,2 %)     |
| Activités spécialisées, scientifiques et techniques et activités de services administratifs et de soutien | 27      | 12,5 %  | (13 %)      |
| Administration publique, enseignement, santé humaine et action sociale                                    | 35      | 16,2 %  | (13,9 %)    |
| Autres activités de services                                                                              | 13      | 6 %     | (8,5 %)     |

Le secteur de la construction est prépondérant sur la commune puisqu'il représente 22,2 % du nombre total d'établissements de la commune (48 sur les 216 entreprises implantées  à Baho), contre 14,3 % au niveau départemental.

#### Entreprises et commerces
Les cinq entreprises ayant leur siège social sur le territoire communal qui génèrent le plus de chiffre d'affaires en 2020 sont : 
- HCPB, fonds de placement et entités financières similaires (262 k€)
- L'epicerie Du Coin, commerce d'alimentation générale (232 k€)
- JDJ Constructions, travaux de maçonnerie générale et gros œuvre de bâtiment (221 k€)
- M2M, activités des sièges sociaux (214 k€)
- Alter Services, travaux d'installation électrique dans tous locaux (130 k€)

### Agriculture
La commune est dans la « plaine du Roussillon », une petite région agricole occupant la bande côtière et une grande partie centrale du département des Pyrénées-Orientales. En 2020, l'orientation technico-économique de l'agriculture  sur la commune est la culture de fruits ou d'autres cultures permanentes.
|               | 1988 | 2000 | 2010 | 2020 |
| ------------- | ---- | ---- | ---- | ---- |
| Exploitations | 94   | 48   | 30   | 20   |
| SAU (ha)      | 445  | 359  | 208  | 182  |

Le nombre d'exploitations agricoles en activité et ayant leur siège dans la commune est passé de 94 lors du recensement agricole de 1988  à 48 en 2000 puis à 30 en 2010 et enfin à 20 en 2020, soit une baisse de 79 % en 32 ans. Le même mouvement est observé à l'échelle du département qui a perdu pendant cette période 73 % de ses exploitations,. La surface agricole utilisée sur la commune a également diminué, passant de 445 ha en 1988 à 182 ha en 2020. Parallèlement la surface agricole utilisée moyenne par exploitation a augmenté, passant de 5 à 9 ha.

## Culture locale et patrimoine

### Monuments et lieux touristiques

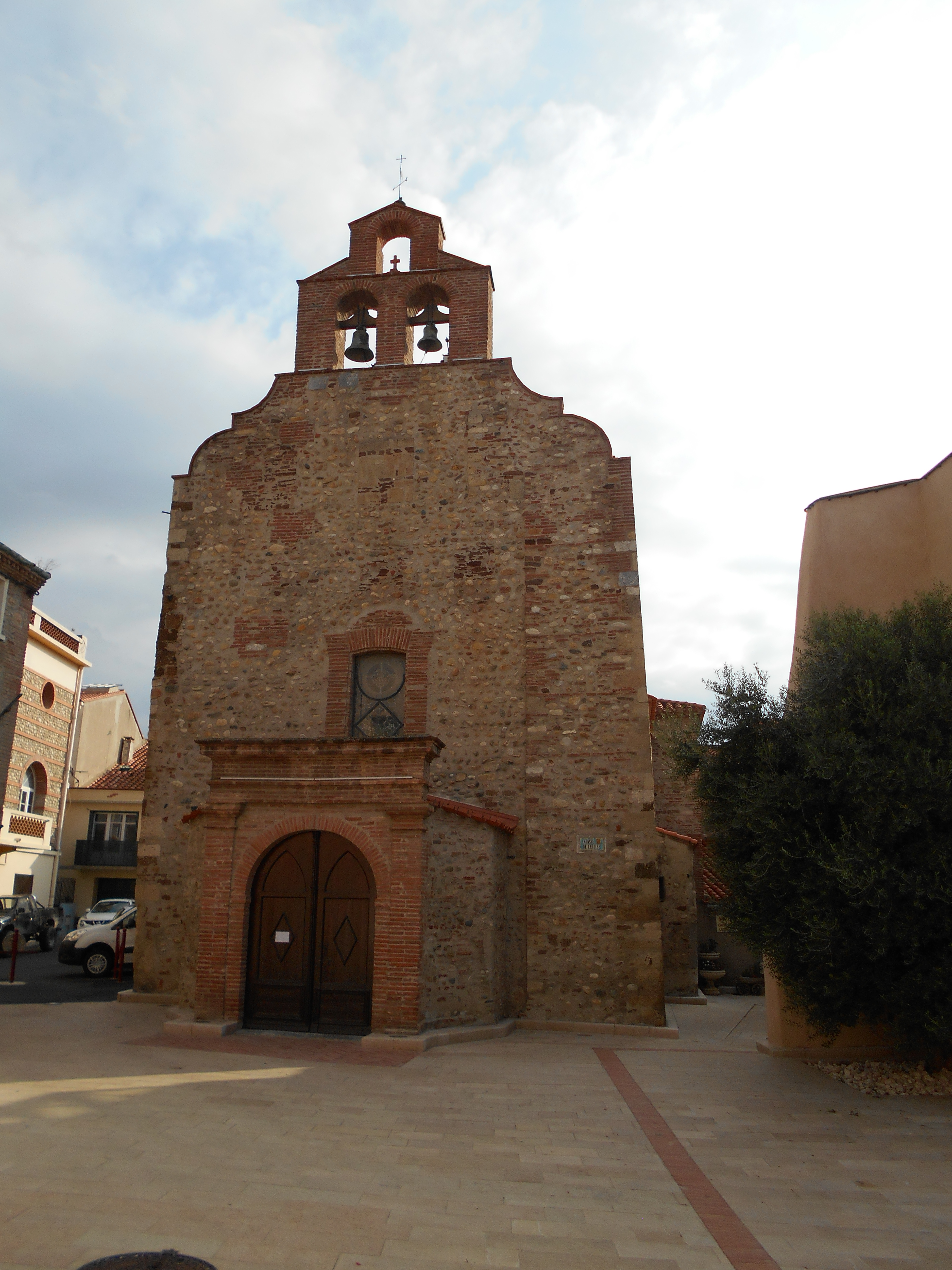
Église Saint-Vincent

- Au sein de Baho se trouvent les vestiges de l'enceinte fortifiée, dont les murs ont été construits à la suite de la demande de l'abbé de Saint-Michel de Cuxa avec l'autorisation reçue d'Alphonse Ier d'Aragon en 1173[8]. Subsiste notamment une porte de l'enceinte[57].
- L'église Saint-Vincent, mentionnée pour la première fois en 901, est reconstruite au XIIe siècle et consacrée le 9 janvier 1149. Un nouveau chevet a été construit au XVIIIe siècle mais la nef d'époque romane a été préservée. Elle contient plusieurs retables du XVIIIe siècle[8].

### Personnalités liées à la commune
- Édouard Joue (1892-?) : joueur de rugby à XV (pilier) né à Baho, champion de France avec l'USAP en 1914[réf. nécessaire] ;
- Albert Cazes (1924-2012) : abbé et historien né à Baho ;
- René Garrigue (1930-2016) : médecin humaniste, précurseur de l'équithérapie moderne, joueur et champion de France de rugby à XV avec l'USAP en 1955()()

### Héraldique
| Blason de Baho | Blason  | Écu en losange : d’argent au cep au naturel feuillé de sinople et fruité de gueules sur une terrasse aussi de sinople, accompagné en chef d’une meule de moulin de gueules. |
| Blason de Baho | Détails | Le statut officiel du blason reste à déterminer. |